# Ендюга
Ендюга — река в Холмогорском районе Архангельской области, левый приток реки Большая Чача (бассейн Северной Двины).
Река вытекает из болот на юге Холмогорского района Архангельской области. Длина — 18 км. Ширина в месте впадения в Большую Чачу — 10 м. Ендюга течёт по лесистой ненаселённой местности и впадает в Большую Чачу у деревни Заборье.